# Emun Elliott
Emun Elliott (Edinburgh, 28 november 1983), geboren als Emun Mohammedi, is een Schots acteur.

## Biografie
Elliott werd geboren in Edinburgh als zoon van een Perzische vader en een Schotse moeder. Hij doorliep de middelbare school aan de George Heriot's School in Edinburgh, hierna studeerde hij Engelse literatuur en Frans aan de Universiteit van Aberdeen in Aberdeen. Na een jaar besloot hij te stoppen met de universiteit om het acteren te leren aan de Royal Conservatoire of Scotland in Glasgow waar hij in 2005 zijn diploma behaalde.
Elliott begon in 2005 met acteren in de televisieserie Monarch of the Glen, waarna hij nog meerdere rollen speelde in televisieseries en films. Zo speelde hij in onder andere Paradox (2009), Game of Thrones (2011), Lip Service (2010-2012) en Star Wars: Episode VII: The Force Awakens (2015).

## Filmografie

### Films
Uitgezonderd korte films.
- 2023 The Tragedy of Macbeth - als MacDuff
- 2023 Northern Comfort - als Tom
- 2022 Phea - als Edwin
- 2021 The King's Man - als sergeant-majoor
- 2021 Old - als volwassene Trent
- 2020 Marionette - als Kieran
- 2018 Tell It to the Bees - als Robert Weekes
- 2017 6 Days - als Roy
- 2015 Star Wars: Episode VII: The Force Awakens - als Brance
- 2015 Scottish Mussel - als Leon
- 2014 Exodus: Gods and Kings - als Abiram
- 2013 Rubenesque - als Grant
- 2013 Filth - als Inglis
- 2012 Strawberry Fields - als Kev
- 2012 Prometheus - als Chance
- 2010 Black Death - als Swire
- 2009 The Clan - als Cal McKinley

### Televisieseries
Uitgezonderd eenmalige gastrollen.
- 2024 Sexy Beast - als Don Logan - 8 afl.
- 2019-2023 Guilt - als Kenny Burns - 12 afl.
- 2023 The Rig - als Leck - 2 afl.
- 2017 Trust Me - als Andy Brenner - 4 afl.
- 2017 Clique - als Alistair McDermid - 6 afl.
- 2012-2013 The Paradise - als John Moray - 16 afl.
- 2012 Labyrinth - als Guilhem du Mas - 2 afl.
- 2011-2012 Threesome - als Richie - 14 afl.
- 2010-2012 Lip Service - als Jay Adams - 8 afl.
- 2011 Game of Thrones - als Marillion - 4 afl.
- 2009 Paradox - als dr. Christian King - 5 afl.
- 2006 Feel the Force - als PC MacGregor - 6 afl.

- Gemeinsame Normdatei: 1043730613
- International Standard Name Identifier: 0000 0004 2569 1127
- Library of Congress Control Number: no2013140146
- Nederlandse Thesaurus van Auteursnamen: 370129105
- Système universitaire de documentation: 221566627
- Virtual International Authority File: 305835956
- WorldCat: E39PBJtGXHbWmtP7Gh7gyF8cT3